# Phân lớp Cá toàn đầu
Phân lớp Cá toàn đầu (danh pháp khoa học: Holocephali (nghĩa là "toàn đầu") là một đơn vị phân loại trong lớp Cá sụn, trong đó bộ Chimaeriformes là nhóm duy nhất còn sinh tồn.
Holocephali có một hồ sơ hóa thạch rộng khắp khởi đầu từ kỷ Devon. Tuy nhiên, phần lớn các hóa thạch là răng, và hình dạng cơ thể của nhiều loài là không rõ, hoặc ở mức tốt nhất cũng được hiểu không tốt.

## Phân loại
Một vài chuyên gia gộp nhóm các bộ Petalodontiformes, Iniopterygiformes và Eugeneodontida thành siêu bộ "Paraselachimorpha" và coi nó là nhóm có quan hệ chị em với nhóm Holocephalimorpha có chứa bộ còn loài sinh tồn là Chimaeriformes. Tuy nhiên, do gần như mọi thành viên của Paraselachimorpha được hiểu chưa rõ ràng, nên phần lớn các chuyên gia nghi ngờ rằng đơn vị phân loại này hoặc là cận ngành hoặc là đơn vị phân loại thùng rác. Một phân loại khác lại coi bộ Eugeneodontida thuộc về liên bộ Selachimorpha (cá nhám, cá mập).
Theo Mikko, phân lớp này chia thành 2 liên bộ và 11 bộ.
- Paraselachimorpha †
  - Desmiodontiformes †(fishindex.atw.hu coi Paraselachimorpha là thuộc Elasmobranchii[2] và chỉ gồm Desmiodontiformes cùng Debeeriiformes.)
  - Orodontiformes †
  - Iniopterygiformes †
  - Eugeneodontiformes †
  - Petalodontiformes †
- Holocephalimorpha
  - Chondrenchelyiformes †
  - Psammodontiformes †
  - Cochliodontiformes †
  - Menaspiformes †
  - Copodontiformes †
  - Chimaeriformes (cá khi me)

Một vài phân loại khác bổ sung thêm:
- Helodontiformes †[3]
- Debeeriiformes † (fishindex.atw.hu coi là thuộc Elasmobranchii[2])
- Squalorajiformes † ([4])

* vị trí không chắc chắn

## Hình ảnh

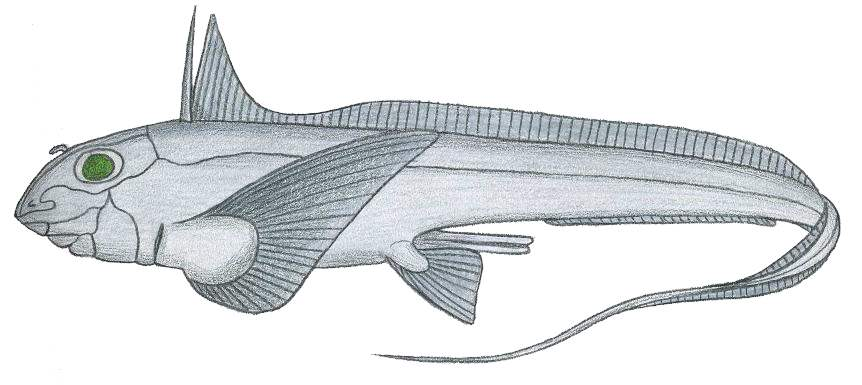
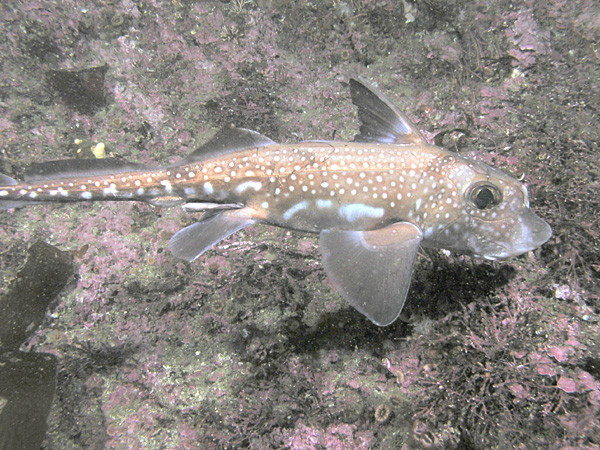
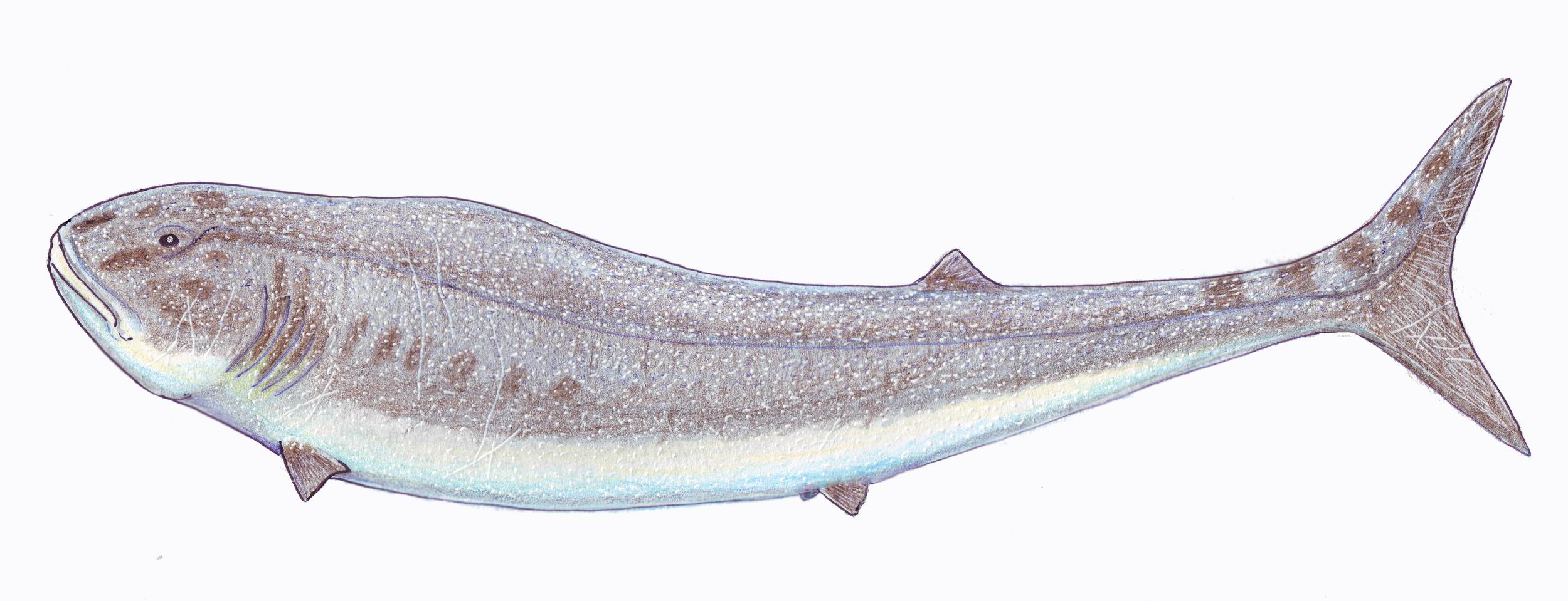
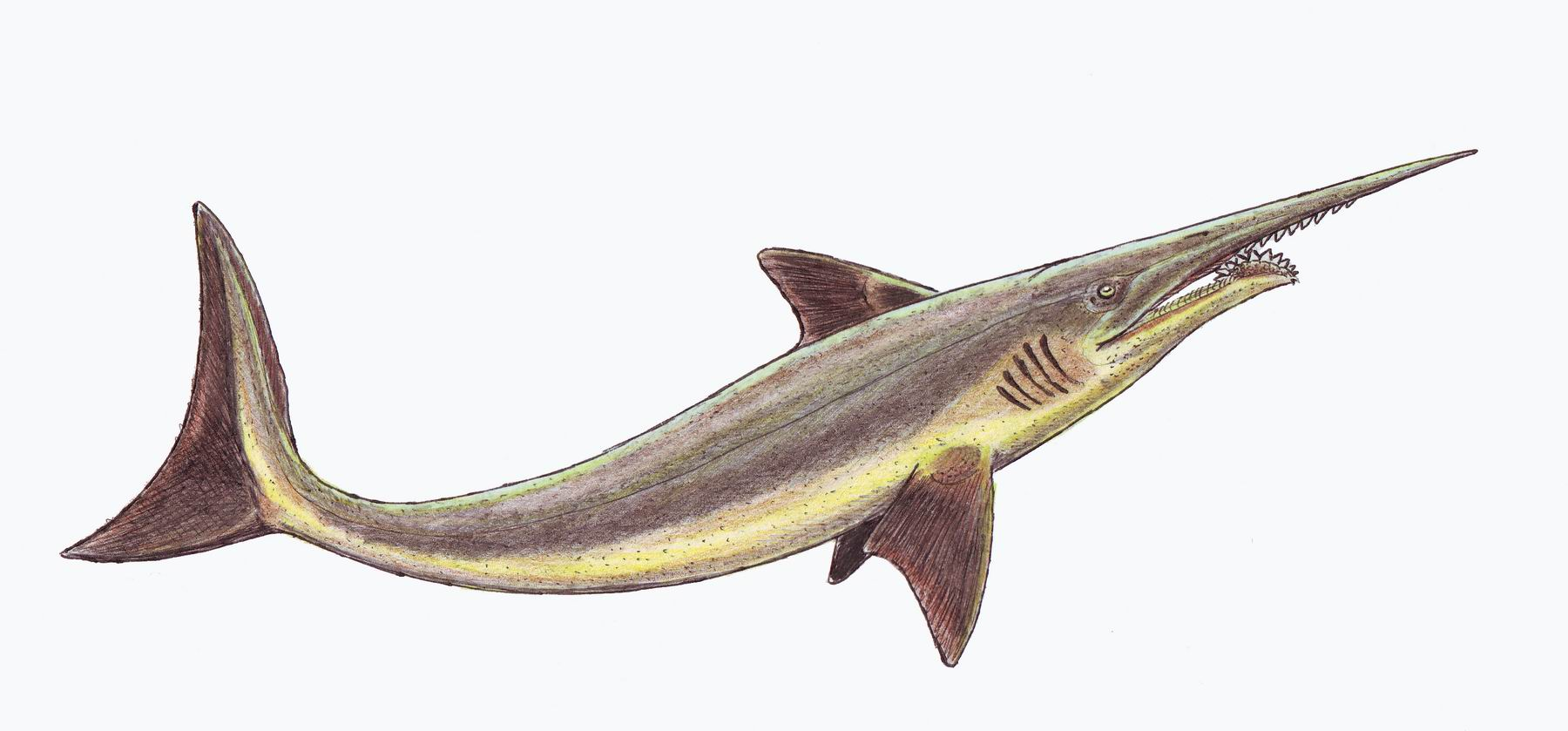